# 28e eeuw v.Chr.
De 28e eeuw v.Chr. (van de christelijke jaartelling) is de 28e periode van 100 jaar, dus bestaande uit de jaren 2800 tot en met 2701 v.Chr. De 28e eeuw v.Chr. behoort tot het 3e millennium v.Chr.

## Gebeurtenissen

### Egypte

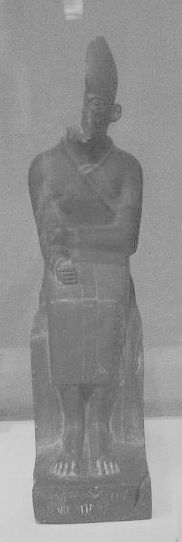
Chasechemoey

- ca. 2800 v.Chr. - In Egypte wordt een kalenderjaar van 365 dagen ingevoerd. Het bestaat uit 12 maanden van 30 dagen - hieraan worden 5 extra dagen toegevoegd.
- ca. 2760 v.Chr. - Koning Weneg (2767 - 2760 v.Chr.) de vierde farao van de 2e dynastie van Egypte.
- Koning Sened (2760 - ? v.Chr.) de vijfde farao van Egypte (2e dynastie).
- Koning Seth-Peribsen (2760 - 2749 v.Chr.) de zesde farao van Egypte (2e dynastie).
- ca. 2750 v.Chr. - Koning Neferkare (2749 -2744 v.Chr.) de zevende farao van Egypte (2e dynastie).
- ca. 2740 v.Chr. - Koning Neferkasokar (2744 - 2736 v.Chr.) de achtste farao van Egypte (2e dynastie).
- ca. 2730 v.Chr. - Koning Hoedjefa (2736 - 2734 v.Chr.) de negende farao van Egypte (2e dynastie).
- Koning Chasechemoey (2734 - 2707 v.Chr.) de tiende farao van Egypte (2e dynastie).
- ca. 2710 v.Chr. - Koning Sanacht (2707 - 2690 v.Chr.) de eerste farao van de 3e dynastie van Egypte.

### Sumer
- ca. 2800 v.Chr. - Mesilim van Kish wordt de eerste koning van Mesopotamië. Hij leidt de vroeg-dynastische tijd in, die tot ± 2400 v.Chr. duurt.
- In Sumer is naast Kish de stad Uruk in opkomst als machtscentrum.
- ca. 2750 v.Chr. - In Mesopotamië krijgen de wereldrijke heersers meer invloed en macht.

Dynastie Kish I 2900 - 2550 v.Chr.
- 2791 - 2771 v.Chr. Enmenunna
- 2771 - 2751 v.Chr. Melam-Kish
- 2751 - 2731 v.Chr. Barsalnumma
- 2731 - 2701 v.Chr. Samug
- 2701 - 2671 v.Chr. Tizkar

Dynastie Uruk I 2722 - 2460 v.Chr.
- 2722 - 2692 v.Chr. Meskiaggasher

<< · 30e · 29e · 28e · 27e · 26e · 25e · 24e · 23e · 22e · 21e · >>